# Trufant
Trufant es un lugar designado por el censo ubicado en el condado de Montcalm en el estado estadounidense de Míchigan. En el Censo de 2020 tenía una población de 510 habitantes y una densidad poblacional de 176,47 habitantes por km². Fue incluido como CDP en el censo de 2020. 

## Geografía
Trufant se encuentra ubicado en las coordenadas 43°19′02″N 85°21′10″O / 43.31722, -85.35278.  Según la Oficina del Censo de los Estados Unidos,  tiene una superficie total de 2,89 km², de la cual 2,48 km² corresponden a tierra firme y 0,41 km² a agua.